# Arnaldo IV de Loon
Arnoldo IV de Loon (muerto el 22 de febrero de 1273), fue conde de Loon desde 1227 hasta 1273 y conde de Chiny (como Arnaldo II) desde 1228 hasta 1268. Era hijo de Gerardo de Rieneck y Cunegonda von Zimmern. 
Tras su matrimonio con Juana de Chiny ostento el cargo de conde de Chiny. En 1227, su hermano Luis III le cedió el condado de Loon. En 1234, participó en una cruzada a petición del papa Gregorio IX contra los campesinos de Stedingen, una zona habitada posiblemente por cátaros, del norte de Bremen, considerados herejes por no reconocer la autoridad del arzobispo de Bremen. Luego ayudó a Jean d'Eppes, obispo de Lieja, a repeler los ataques de Waleran, señor de Valkenburg, en 1238. Al año siguiente, es parte de la reconciliación entre Enrique II, duque de Brabante, y Wautier Bertout, señor de Malinas. En 1240, unió fuerzas con los duques de Brabante y Limburgo en un intento de reconciliar al papa Gregorio IX con el emperador Federico II. 
En 1244, se contrasta una guerra con Enrique de Heinsberg. La disputa entre el papa y el emperador se agravó, finalizando con la excomunión del emperador por parte del papa y el pedido a los aristócratas de que eligieran a otro rey de los romanos, Guillermo de Holanda, y Arnaldo asistió a su coronación. Para evitar que sus feudos sufrieran los desórdenes de la anarquía tras la muerte de Federico II, el obispo de Lieja, el duque de Brabante y el conde de Gelderland entraron en una confederación a la que se les confió su defensa común. 
Arnaldo gozó de la estima y la confianza de sus contemporáneos y arbitró varias disputas por este título. Otorgó la libertad a Hasselt y Kuringen, otorgó el estatus de ciudad en Bilzen e hizo varias donaciones a los monasterios. 
Arnaldo y Juana tuvieron los siguientes hijos: 
- Juan, conde de Chiny y Loon
- Arnaldo II (m. 1273), obispo de Châlons (1272-1273).
- Enrique de Loon, señor de Agimont.
- Gerardo de Loon (muerto después de abril de 1284), señor de Chauvency le-Château, casado con Margarita de Meurs.
- Elisabeth (m. antes de 1251), casada primero con Tomás III de Coucy, señor de Vervins, y luego con Alberto, señor de Voorne.
- Adelaida (m. después de 1268), casada con Enrique II, señor de Valkenburg.
- Juliana, casada con Nicolás, señor de Quiévrain
- Luis V, conde de Chiny.
- Margarita (m. 1292), casada con Guillermo IV, señor de Horn.

Arnaldo fue sucedido por su hijo Juan como conde de Loon y su hijo Luis como conde de Chiny. 